# Disassemblator
Disassemblator, eller disassemblerare, är ett program som analyserar en kompilerad fil och reproducerar källkoden för filen i assemblerkod.

## Lista på Disassemblatorer (inte komplett)
- IDA Pro - Kommersiell, interaktiv disassemblerare med möjligheter att bl.a. återvisa kod i strukturerade grafer.
- BORG Disassembler
- RosAsm - 32 bit Assembler
- Sourcer
- The Bastard Disassembler - En kommandobaserad disassemblator för Linux.
- DASMx
- PVDasm
- HT Editor
- Udis86
- diStorm64
- PostSharp
- OllyDbg
- ChARMeD Disassembler - Disassemblerare för Windows Mobile, Pocket PC och Windows CE.
- Win32 Program disassembler - Disassemblator för PE-formatet.
- BIEW - Binary vIEW project.